# Глущенко, Алексей Данилович
Алексей Данилович Глущенко (10.10.1934 — 12.06.2011) — советский и узбекский учёный в области машиноведения, академик АН Узбекской ССР (1984).

## Биография
Родился 10.10.1934 в Ашхабаде.
С 1958 года после окончания Ташкентского института инженеров транспорта (ТашИИТ) работал мастером на Ташкентском локомотиворемонтном заводе (1958—1959), инженером в Институте механики и сейсмостойкости АН Узбекистана (1959—1960).
В 1961 г. поступил в аспирантуру, в 1964 г. защитил кандидатскую диссертацию, после чего работал на кафедре «Детали машин» ТашИИТ старшим преподавателем, доцентом, старшим научным сотрудником.
В 1971 году защитил докторскую диссертацию:
- Исследование динамических процессов в основных узлах уборочных аппаратов вертикально-шпиндельных хлопкоуборочных машин : диссертация … доктора технических наук : 05.00.00. — Ташкент, 1969. — 382 с. : ил.

В 1973 г. утверждён в ученом звании профессора.
В 1984 г. избран академиком АН Узбекской ССР (отделение: механика, машиноведение). Учёный секретарь Отделения механики и управления технологическими процессами Президиума АН УзССР (1984—1990).
С 1 сентября 1998 г. — заведующий кафедрой «Основы конструирования машин» Ташкентского института инженеров железнодорожного транспорта. По совместительству — заведующий лабораторией Института механики и сейсмостойкости сооружений Академии наук Республики Узбекистан.
С 1990 по 1998 г. научный руководитель межотраслевого научно-технического центра (МНТЦ) с правами Генерального конструктора по совершенствованию конструкции хлопкоуборочных машин.

## Научные труды
Автор (соавтор) более 200 научных работ, в том числе 9 монографий, более 100 изобретений.
- Динамика механизмов привода шпинделей уборочных аппаратов хлопкоуборочных машин / А. Д. Глущенко; Отв. ред. Т. Р. Рашидов. — Ташкент : Фан, 1985. — 152 с. : ил.; 22 см
- Динамика и прочность транспортной системы для перевозки легковесных грузов / А. Д. Глущенко, Е. В. Сливинский; АН УзССР, Ин-т механики и сейсмостойкости сооружений им. М. Т. Уразбаева. — Ташкент : Фан, 1988. — 115 с. : ил.; 22 см.
- Динамика узлов вращения уборочных аппаратов хлопкоуборочных машин / А. Д. Глущенко, М. Т. Ташболтаев; Под ред. Р. Г. Махкамова; АН УзССР, Ин-т механики и сейсмостойкости сооружений им. М. Т. Уразбаева. — Ташкент : Фан, 1990. — 137 с. : ил.; 22 см; ISBN 5-648-00373-0